# Tante
Een tante is de zus van iemands vader of moeder. Ook de echtgenote van een oom of tante wordt meestal een (aangetrouwde) tante genoemd.
Een tante is een derdegraads bloedverwantschap. Degene van wie iemand een tante is wordt een neef (man) of nicht (vrouw) genoemd.

## Etymologie
Het woord is afkomstig uit het Frans. Het oorspronkelijke Nederlandse woord voor tante was moei (zoals in petemoei) en dat van dezelfde wortel komt als het Friese "muoike". Het woord is echter in onbruik geraakt in de loop van de achttiende eeuw.

## Tante in taal en cultuur
- Het woord tante wordt vaak wat denigrerend gebruikt, bijvoorbeeld wat een rare tante.
- Het kan echter ook een innige relatie aanduiden. In volksbuurten noemen kinderen een buurvrouw of andere vrouw die dicht bij de familie staat vaak tante, ook al is er geen familierelatie.
- Een tante betje is een grammaticaal foutieve inversie, een vorm van onjuist taalgebruik. De term is afkomstig van dichter en taalvorser Charivarius, die de fout veelvuldig aantrof in de brieven van zijn tante Betje.
- In Nederland is een 'Tante Agaathlening' een achtergestelde lening aan een startende onderneming (durfkapitaal) waarvoor fiscale voordelen voor de verstrekker gelden.

### Bekende vrouwen die als koosnaam"tante"gebruikten
- Tante Bertha, Nederlands vrouw, naar wie een gelijknamig arrest is vernoemd.
- Tante Hannie, bijnaam van de Nederlandse televisiepresentator Hannie Lips
- Tante Jet, naam waaronder de Nederlandse schrijfster Henriette Roland Holst ook bekendstaat
- Tante Kaat, Nederlands schrijver, bekend om haar huishoudelijke tips ("de gouden raad van Tante Kaat")
- Tante Koosje, een Nederlands inwoner uit Loenen aan de Vecht, naar wie een lokaal restaurant vernoemd is.
- Tante Leen, Nederlands volkszangeres
- Tante Lily, de bijnaam van de Nederlandse radiopresentator Lily Petersen, die het kinderprogramma Kleutertje Luister presenteerde.
- Tante Riek, de verzetsnaam van de Nederlandse verzetsstrijdster Helena Kuipers-Rietberg.
- Tante Terry, de bijnaam van de Vlaamse televisiepresentatrice Terry Van Ginderen, die diverse kinderprogramma's presenteerde.

### Bekende fictieve tantes
- Tante Arie, Franse folklorefiguur
- Tante Jos, personage uit de Vlaamse soapserie Wittekerke.
- Tante Sidonia, de tante van Suske en Wiske
- Tante Toets, personage uit het kinderprogramma De Club van Sinterklaas en De Streken van Tante Toets